# Friesack
Friesack – miasto w Niemczech w kraju związkowym Brandenburgia, w powiecie Havelland, siedziba urzędu Friesack.

## Geografia
Friesack leży ok. 22 km na południowy zachód od Rathenow, na trasie drogi krajowej B5.

## Współpraca zagraniczna
- Nümbrecht, Niemcy
- Parchowo, Polska